# آلازانی
آلازانی (به لاتین: Alazani) یک رود در گرجستان و جمهوری آذربایجان است که در متسختا-متیانتی واقع شده‌است.